# Camille Lammertijn
Camille Lammertijn, né le 19 septembre 1859 à Meulebeke et mort le 9 avril 1940 à Moorslede fut un homme politique catholique belge.

## Éléments biographiques
Lammerijn fut agriculteur.
Il fut élu conseiller provincial (1898-1928) et sénateur provincial (1929-1936) de la province de Flandre-Occidentale.

## Sources
- Bio sur ODIS